# مستشفى كند
مستشفى كند (المعروف سابقًا باسم مستشفى الواحة) هو مستشفى في العين، الإمارات العربية المتحدة، تأسس في عام 1960 من قبل الزوجين التبشيريين الأمريكيين د. بات وماريان كينيدي، وهو أقدم مستشفى في العين وثاني أقدم مستشفى في دولة الإمارات العربية المتحدة. وهي بسعة 200 سرير.

## تاريخ
افتتح مستشفى كند في نوفمبر 1960، وكان أول مؤسسة تقدم الرعاية الطبية الحديثة في إمارة أبوظبي بأكملها. أنشأها الثنائي الطبي الأمريكي بات وماريان كينيدي بدعوة من الشيخ زايد بن سلطان آل نهيان الذي كان حاكماً لمدينة العين آنذاك. في وقت إنشائها، كانت مدينة العين تعاني من ارتفاع معدلات وفيات الرضع والأمهات، حيث يموت واحد من كل طفلين رضيعين وواحدة من كل ثلاث نساء بسبب نقص الرعاية الطبية الكافية. وكان تأثير المستشفى جذريًا للغاية في الحد من الوفيات. كان المستشفى يعمل في البداية من خلال مبنى طيني، وهو عبارة عن دار ضيافة تبرع بها الشيخ زايد. وشييد مبنى إسمنتي متواضع يضم غرف المرضى ومحطة للممرضات في عام 1964. وحتى السبعينيات عندما أضافت مرافق مثل الأشعة السينية وجناح الولادة وسكن الموظفين، ظلت المرافق في المستشفى بدائية. وفي عام 1985 أضيفت مرافق لطب الأطفال والجراحة والتوليد إلى المستشفى.
وفي عام 2009، قدم الشيخ خليفة بن زايد آل نهيان، حاكم أبوظبي ورئيس دولة الإمارات العربية المتحدة، مبلغ 135 مليون درهم كمنحة مساعدات لتوسيع مرافق المستشفى. بحلول أغسطس 2015، افتتح المستشفى مبناه الجديد ليصبح مستشفى بسعة 200 سرير بالإضافة إلى 28 سريرًا إضافيًا لوحدة العناية المركزة و7 أسرة لوحدة الرعاية المتوسطة. ويعزز المرفق الجديد خدمات المرضى الخارجيين والمرضى الداخليين من خلال إضافة طب حديثي الولادة وطب الأم والأجنة وتوسيع خدمات طب الأطفال. احتفل مستشفى كند بيوبيله الذهبي في عام 2010. وفي ذلك الوقت، ساهمت في خفض معدل وفيات الاطفال والأمهات في العين إلى أقل من واحد بالمائة وأنجبت أكثر من 100000 طفل إلى جانب توفير الرعاية الصحية لسكان العين والمدن المجاورة في عمان.

## مرافق
مستشفى كند هو أحد مستشفيات الولادة والأطفال في دولة الإمارات العربية المتحدة. وفي عام 2006، استحوذت شركة كيور الدولية على المستشفى. وأصبح المستشفى أول مستشفى غير حكومي في إمارة أبو ظبي يحصل على اعتماد اللجنة الدولية المشتركة في عام 2007، واعيد اعتماده في عامي 2010 و2013، يضم المستشفى مراكز صحية متخصصة للرجال والنساء والأطفال، واعتبارًا من يونيو 2015، أصبح يضم أقسام التخدير والأنف والحنجرة وطب العيون والجراحة العامة وطب الأطفال وأمراض قلب الأطفال والمسالك البولية والتوليد والغدد الصماء والأشعة. ويتعامل مستشفى كند مع 175.000 زيارة للمرضى سنويًا، ويستقبل 7600 مريض ويجري 3000 ولادة سنويًا.